# علی همرایف
علی همرایف (ازبکی: Ali Hamroyev, Али Ҳамроев؛ زادهٔ ۱۹ مهٔ ۱۹۳۷) کارگردان فیلم، فیلم‌نامه‌نویس، تهیه‌کننده فیلم، و بازیگر اهل کشور ازبکستان است. او در اتحاد جماهیر شوروی سابق به خاطر آثارش در دهه‌های ۱۹۶۰ و ۱۹۷۰ شناخته شده‌است.
همرایف تا به امروز بیش از ۳۰ فیلم مستند و بیش از ۲۰ فیلم بلند ساخته‌است. از معروف‌ترین فیلم‌های او می‌توان به گلوله هفتم (۱۹۷۲) و بادیگارد (۱۹۷۹) اشاره کرد. هامرویف عناوین و جوایز افتخاری بسیاری از جمله عنوان هنرمند شایسته ازبکستان (۱۹۶۹) دریافت کرده‌است.